# Образователна политика
Образователна политика са принципите и държавните процеси на взимане на решения в областта на образованието , както и сборът от закони и правила, които управляват действието на образователните системи.
Някои американски и британски университети предлагат обучение в областта изследвания на образователната политика в програми като образователна политика и управление , образователна политика и право, образователна политика и мениджмънт и други.
Тъй като образованието обхваща различни форми и различни институции, като детски градини, училища, гимназии и т.н., в областта на неговите политики попадат всички възрасти, от ученици и учащи до преподаватели. В областта на образователната политика попадат теми като заплащане на учителите, избор на учебно заведение, приватизация на училища, образование и сертифициране на учители и т.н.